# Obléhání Žepy
Obléhání Žepy (srbochorvatsky Опсада Жепe, Opsada Žepe) bylo tříleté obléhání malého bosenského města Žepa, které trvalo od léta 1992 do července 1995 během bosenské války. Zpočátku bylo obléháno Jugoslávskou lidovou armádou (JNA), dokud nepřešlo na VRS. Po celou dobu obléhání byla Žepa součástí spojení Srebrenica–Žepa ve východní Bosně. Od dubna 1992 do února 1993 ARBiH a civilisté ze Žepy úspěšně odolávali bosenskosrbské armádě díky partyzánské válce.
V březnu 1993 však generál VRS Ratko Mladić nařídil bosenskosrbským silám obléhajícím město zahájit rozsáhlý protiútok. Útok vedl k tomu, že bosenští Srbové dobyli 80 procent území enklávy Srebrenica, kterou kdysi držela 28. divize ARBiH. Kvůli tomuto útoku byla Žepa nyní oddělena od Srebrenice a byla nyní úplnou vlastní enklávou.
16. dubna 1993 byla rezoluce Rady bezpečnosti OSN 819 srebrenická enkláva prohlášena za „bezpečné útočiště OSN“. 6. května 1993 rezoluce Rady bezpečnosti OSN č. 824 učinila Žepu a další města „bezpečným přístavem OSN“ pod ochranou pouze 79 členů ukrajinských mírových sil.
25. července 1995 zahájili bosenští Srbové pod velením generála Ratka Mladiće a Zdravka Tolimira ofenzívu proti 285. lehké horské brigádě, které velel Avdo Palić, 14 dní po pádu Srebrenice. Ofenzíva se jmenovala „Operace Stupčanica 95“ (srbochorvatsky Операција Ступчаницa 95, Operacija Stupčanica 95). Výsledkem převzetí moci bylo 800 uprchlíků a smrt 116 lidí. Na archivních záběrech Ratko Mladić při vyjednávání o kapitulaci Žepy s viditelně zaskočenými muslimskými představiteli vyjednával z pozice blahosklonné moci a dává každému karton cigaret. O přestávkách cvičí s činkami. Poté dohlíží na nástup žen a děti do autobusů.
Na rozdíl od Srebrenice velitel mírové jednotky, ukrajinský důstojník Mykola Verkohljad při jednání s generálem Mladićem zajistil evakuaci civilistů ze Žepy v konvoji OSN. Verkohljad nedovolil, aby je převzaly Mladićovy síly, což pomohlo zachránit přes 10 000 bosňáckých civilistů.
V důsledku neustálých útoků na Sarajevo a pádu „bezpečných útočišť OSN“ Srebrenice a Žepy pokračovaly bombardovací operace NATO zaměřené na pozice bosenských Srbů. Bombardovací operace neskončily před 20. září 1995 a pomohly nastartovat základy Daytonské dohody.[ujasnit]